# فیلیپا ماراک
فیلیپا ماراک (انگلیسی: Philippa Marrack؛ زادهٔ ۲۸ ژوئن ۱۹۴۵) یک دانشمند و پژوهشگر در زمینه زیست‌شناسی و ایمنی‌شناسی اهل انگلستان است.
او به‌واسطهٔ پژوهش‌هایش در زمینهٔ نحوهٔ تکامل، آپوپتوز و بقای لنفوسیت‌های تی، اَدجوآن‌های ایمونولوژیک و بیماری‌های خودایمنی و همچنین کشف سوپرآنتی‌ژن‌ها که مکانیسم اصلی بروز «سندرم شوک توکسیک» هستند، شهرت دارد. او در پژوهش‌های خود همسرش جان کاپلر همکاری دارد.
وی همچنین برندهٔ جوایزی همچون همکار انجمن سلطنتی و جایزه لوئیزا گراس هوروویتس شده‌است.